# Melonanchora kobjakovae
Melonanchora kobjakovae är en svampdjursart som beskrevs av Koltun 1958. Melonanchora kobjakovae ingår i släktet Melonanchora och familjen Myxillidae. Inga underarter finns listade i Catalogue of Life.